# Philophylla mushaensis
Philophylla mushaensis är en tvåvingeart som först beskrevs av Tokuichi Shiraki 1933.  Philophylla mushaensis ingår i släktet Philophylla och familjen borrflugor.
Artens utbredningsområde är Taiwan. Inga underarter finns listade i Catalogue of Life.